# Centre Excursionista de la Comarca de Bages
El Centre Excursionista de la Comarca de Bages (CECB) és una entitat excursionista, esportiva i cultural manresana que va ésser fundada l'any 1905, sent, després del Centre Excursionista de Catalunya, la més antiga de l'Estat.

## Història
El Centre Excursionista de la Comarca de Bages es va fundar el dia 24 d'abril de 1905 en un acte solemne que va tenir lloc al monestir exclaustrat de Sant Benet de Bages. Fidels als principis de l'excursionisme de caràcter cultural i patriòtic de finals del segle xix i principis del XX, els fundadors del Centre formaven part de l'elit cultural, econòmica i política de la ciutat de Manresa i de la comarca.
L'entitat la varen constituir una sèrie de prohoms, de Manresa i Comarca, que destacaven en els diferents camps de la cultura i les arts, i entre els que caldria mencionar a Leonci Soler i March, Mn. Josep Guitart, Joaquim Amat, Josep Esteve i Seguí, Oleguer Miró i Borràs, Ignasi Oms i Ponsa, Joaquim Sarret i Arbós, Pius Font i Quer,...i molts d'altres. En el Centre es van iniciar, i hi van trobar acollida, totes les iniciatives, o aquells esdeveniments, que han esdevingut transcendentals en el desenvolupament sociocultural de la ciutat de Manresa i Comarca. S'hi varen iniciar les primeres col·leccions i arxius sobre aspectes importants de la història de Manresa, de la ciència i els costums, que permetrien, anys més tard, formar el Museu Comarcal de Manresa. Igualment es donaria l'activitat fotogràfica o, més endavant, a la naixent experiència cinematogràfica. La formació d'una interessant biblioteca o l'edició de llibres seria, fins als nostres dies, una activitat que no s'abandonaria mai. Però també es destacaria en altres camps, com en els esports donant cos a les primeres activitats atlètiques, construint el primer camp per a aquest esport i organitzant les primeres curses locals i comarcals.

## Activitats
El Centre veuria néixer les primeres activitats d'escalada, d'espeleologia, d'esquí, al mateix temps que es procuraven iniciatives per establir un lloc de recollida de dades meteorològiques estable, es realitzaven les primeres excavacions arqueològiques, es duien a terme estudis sobre música popular, dansa, o la delimitació de la Comarca de Bages, amb una guia itinerari. És aquest interès generalitzat per tot el que representa una aportació en l'avançada cultural, social o esportiva, de la Comarca, el que farà possible la constitució d'activitats pioneres en tots els ordres, o el suport i l'ajut en d'altres, com es demostra en la col·laboració en la fundació d'una emissora local, d'un centre de natació, o d'un institut d'ensenyament. Conferències, cursos, xerrades, projectes de tota mena, trobaran, en el Centre, gent i mitjans per desenvolupar-se, o el suport que les facin possible. Per l'Entitat passarà gent de tota mena, i així ho deixa documentat el «Llibre d'honor del Centre», amb les signatures de personalitats com les del científic Ignasi Puig i Simon, del lingüista Pompeu Fabra, del geògraf Pau Vila, del President del Centre du Languedoc-Montpellier,del de la Institució Geogràfica Alpina de Grenoble, del mestre Josep Albagés, de l'historiador Antoni Jutglar, d'artistes com J.M. Subirachs, o d'alpinistes de renom com els catalans Anglada i Pons o d'arreu de les nostres fronteres, com Kurt Diemberger.

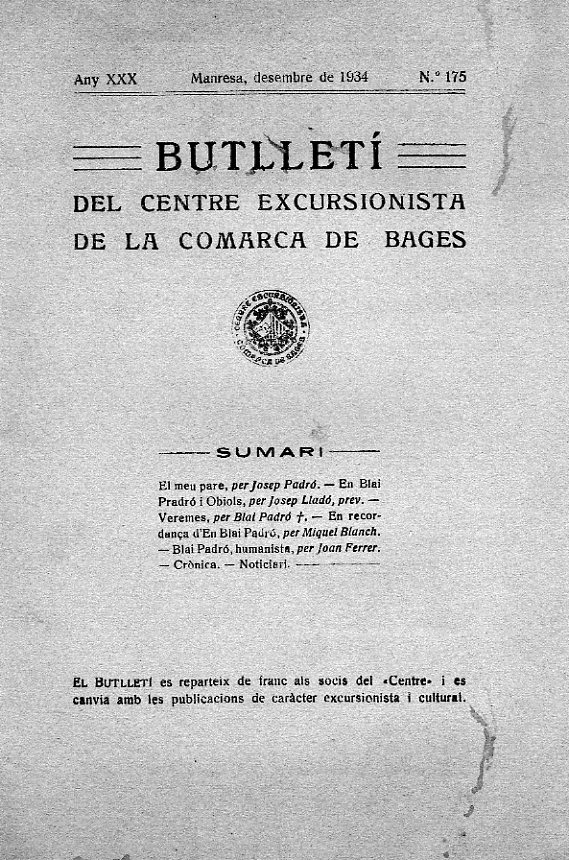
Butlletí del Centre Excursionista de la Comarca de Bages n.º175, any 1934

Les seccions actives del Centre són Caiac, Coral, Espeleologia, Esquí, Estudis, Muntanya i Submarinisme.

## Presidents
- Josep Esteve Seguí 1905-1907

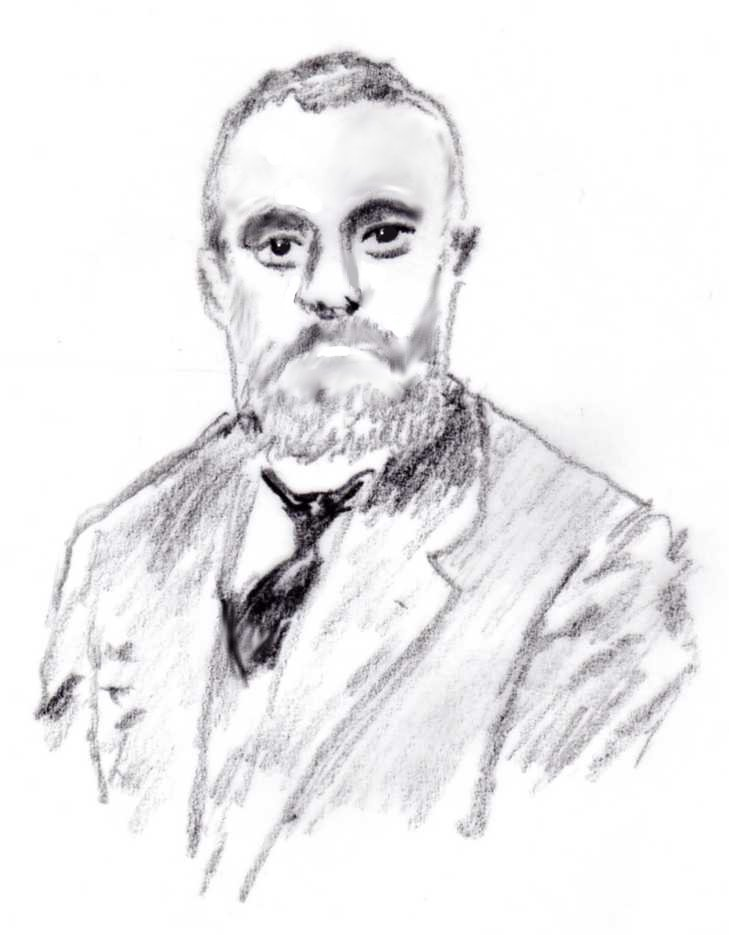
Joaquim Sarret i Arbós, President del Centre 1908-1909

- Joaquim Sarret i Arbós 1908 - 1909
- Oleguer Miró i Borràs 1910-1913
- Narcís Martrús Nadal 1914- 1915
- Pere Alier Bonet 1916-1917
- Mn. Josep Guitart Santasusana 1918-1921
- Oleguer Miró i Borràs 1922-1923
- Josep Arola Sala 1924- 1930
- Josep Albagés Ventura 1931-1933
- Antoni Muset Ferrer 1934-1937
- Miquel Vidal Bonastre 1939-1942
- Antoni Muset Ferrer 1943-1945
- Joan Torres Puig 1946-1948
- Ricard Cucurella i Serra 1949-1954
- Pere Jorba Puigsubirà 1955-1963
- Francesc Jorba Soler 1964-1966
- Ramon Salisi Bonastre 1967-1970
- Antoni Bahí Alburquerque 1971-1974
- Emili Martínez Ballester 1975-1979
- Josep Mº Sitges Molins 1980-1984
- Amand Redondo Arola 1984-1991
- Josep Sala Francàs 1991-1997
- Melcior Serra Singla 1997-2008
- Pau Pintado Boixados 2008-2019[4]
- Junta gestora temporal 2019-2021
- Melcior Serra Singla 2021-Actualitat[5]